# 黎凡特阿拉伯語
黎凡特阿拉伯語（اللهجة الشامية），也叫東部阿拉伯語，是在黎凡特地區廣泛使用的一種阿拉伯語變體，使用者約6000萬人。它是數種阿拉伯語變體的主要之一。與其他地方的阿拉伯語變體一樣，黎凡特阿拉伯語通常在口語中使用；而書面和媒體則多用现代标准阿拉伯语。

從語言學的角度來看，黎凡特阿拉伯語是一種獨立的語言，操用此語的人無法與使用其他阿拉伯語變體（如埃及阿拉伯語、半島阿拉伯語、馬格里布阿拉伯語等）的人溝通。正如法語、西班牙語、羅馬尼亞語一樣，都源於拉丁語且屬於羅曼語族，但都屬於獨立的語言。黎凡特阿拉伯語有著亞拉姆語底層，有大量源於亞拉姆語底層詞。
黎凡特阿拉伯語的方言有：敘利亞阿拉伯語、黎巴嫩阿拉伯語、約旦阿拉伯語、巴勒斯坦阿拉伯語等。